# Roman Skorupa
Roman Skorupa (ur. 28 kwietnia 1967 w Knurowie) – polski piłkarz grający na pozycji pomocnika.
Grał w Concordii Knurów, Odrze Wodzisław, Dyskobolii Grodzisk Wielkopolski, BBTS Bielsko-Biała, a także Energetyku ROW Rybnik i Ruchu Stanowice.
W polskiej ekstraklasie rozegrał 78 meczów (71 w Odrze Wodzisław i 7 w Dyskobolii Grodzisk) oraz zdobył 2 bramki w barwach Odry.